# Alexandre Slaviero
Alexandre Slaviero Gonçalves  (Curitiba, 26 de dezembro de 1983) é um ator e empresário brasileiro.

## Carreira
Se destacou interpretando Tadeu, em Caras & Bocas e também se destacou na pele do Armandinho da novela Ti Ti Ti. Em 2014 participou da novela Em Familia, onde interpretou o personal trainer Sandro. Após duas temporadas no teatro, entre 2013/2014, com a peca A Bala na Agulha, sucesso de critica. Um texto de Nanna de Castro, direção de Otávio Martins, com Denise Del Vecchio e Eduardo Semerjian no elenco. Alexandre participou, em 2014 e 2015, da peça Caros Ouvintes, como Vespúcio. Ainda em 2015 esteve no espetáculo Juliette Castigada e Justine Recompensada, texto de Roberto Athayde, direção de Paula Sandroni, com Rosanne Mulholland e Betina Pons no elenco.
Em 2016, após 14 anos na Rede Globo o ator deixa a emissora e assina contrato com a RecordTV para integrar o elenco da novela A Terra Prometida. No ano seguinte ganha destaque como co-protagonista de Belaventura como o corajoso plebeu Gonzalo, que se envolve com a princesa Brione.

## Filmografia

### Televisão
| Ano       | Título                        | Personagem                    | Notas                                |
| --------- | ----------------------------- | ----------------------------- | ------------------------------------ |
| 2002      | O Beijo do Vampiro            | Motinha                       | Episódio: "18 de outubro"            |
| 2003–2006 | Malhação                      | Carlos Henrique Soares (Kiko) | Temporadas 10–13                     |
| 2007      | Circo do Faustão              | Participante                  | Temporada 1                          |
| 2007      | Duas Caras                    | Heraldo Carreira (Heraldinho) |                                      |
| 2009      | Caras & Bocas                 | Tadeu Molinari                |                                      |
| 2009      | Uma Noite no Castelo          | Principe Guilherme            | Especial de fim de ano               |
| 2010      | Ti Ti Ti                      | Armando Maragoli (Armandinho) |                                      |
| 2011      | Tapas & Beijos                | Bonitão da praia              | Episódio: "Vai Mais Uma Caipirinha?" |
| 2012      | Malhação: Intensa como a Vida | Eriberto                      | Episódios: "12–18 de outubro"        |
| 2013      | Didi, o Peregrino             | Guilherme                     | Especial de fim de ano               |
| 2014      | Em Família                    | Sandro                        |                                      |
| 2016      | A Terra Prometida             | Maquir Alenco                 |                                      |
| 2017      | Belaventura                   | Gonzalo Castroneves           |                                      |
| 2018      | Jesus                         | Herodes Arquelau              | Episódio: "24 de julho"              |
| 2019      | Jezabel                       | Baltazar Bailon               | Episódios: "1–30 de maio"            |
| 2021      | Gênesis                       | Simei                         | Fase: Jornada de Abraão              |

### Cinema
| Ano  | Título             | Personagem |
| ---- | ------------------ | ---------- |
| 2006 | CD Player          | Billy      |
| 2008 | Polaróides Urbanas | Arnaldo    |

## Teatro
| Ano     | Título                                    | Personagem    |
| ------- | ----------------------------------------- | ------------- |
| 2011–12 | Side Man                                  | Clifford      |
| 2013–14 | A Bala na Agulha                          | Cadu Fisher   |
| 2014–15 | Caros Ouvintes                            | Vespucio Neto |
| 2015    | Juliette Castigada e Justine Recompensada | Padre Hendrik |